# Universidad de Defensa Nacional

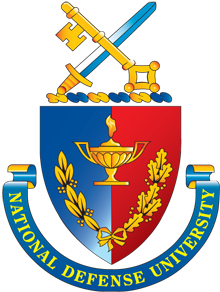
Universidad Nacional de Defensa de los Estados Unidos.

La Universidad de Defensa Nacional (National Defense University en idioma inglés) es una universidad del Departamento de Defensa de los Estados Unidos cuya meta es facilitar la formación de alto nivel, educación y desarrollo de estrategias de seguridad nacional y políticas de gobierno. Su sede está en Washington D. C.
La misión de la universidad es preparar a los líderes militares y civiles de los Estados Unidos y otros países para abordar mejor los desafíos nacionales e internacionales de seguridad a través de programas multidisciplinarios de educación, investigación, intercambios profesionales y de divulgación.

## Facultades y centros
La Universidad Nacional de Defensa incluye los siguientes centros docentes:
- Facultades y Escuelas
  - Facultad Nacional de Guerra
  - Escuela para la Seguridad Nacional y Estrategia de Recursos Dwight D. Eisenhower
  - Facultad de Información y Ciberespacio
  - Facultad de Personal de Fuerzas Conjuntas
  - Facultad de Asuntos de Seguridad Internacional
- Centros de Investigación
  - Instituto de Estudios Estratégicos Nacionales
  - Centro de Aprendizaje Estratégico Aplicado
  - Centro para el Estudio de Asuntos Militares Chinos
  - Centro para el Estudio de Armas de Destrucción Masiva
  - Centro para Tecnología y Política Nacional de Seguridad
  - Instituto para Estudios de Seguridad Nacional